# 1932-es Bahama-szigeteki hurrikán
Az 1932-es Bahama-szigeteki hurrikán (vagy az 1932-es abacói hurrikán) egy erős és hosszú életű hurrikán volt 1932-ben az Atlanti-óceánon. A negyedik rendszer, negyedik elnevezett vihar, és a harmadik hurrikán volt a szezonban, illetve az első 5-ös erősségű ciklon.

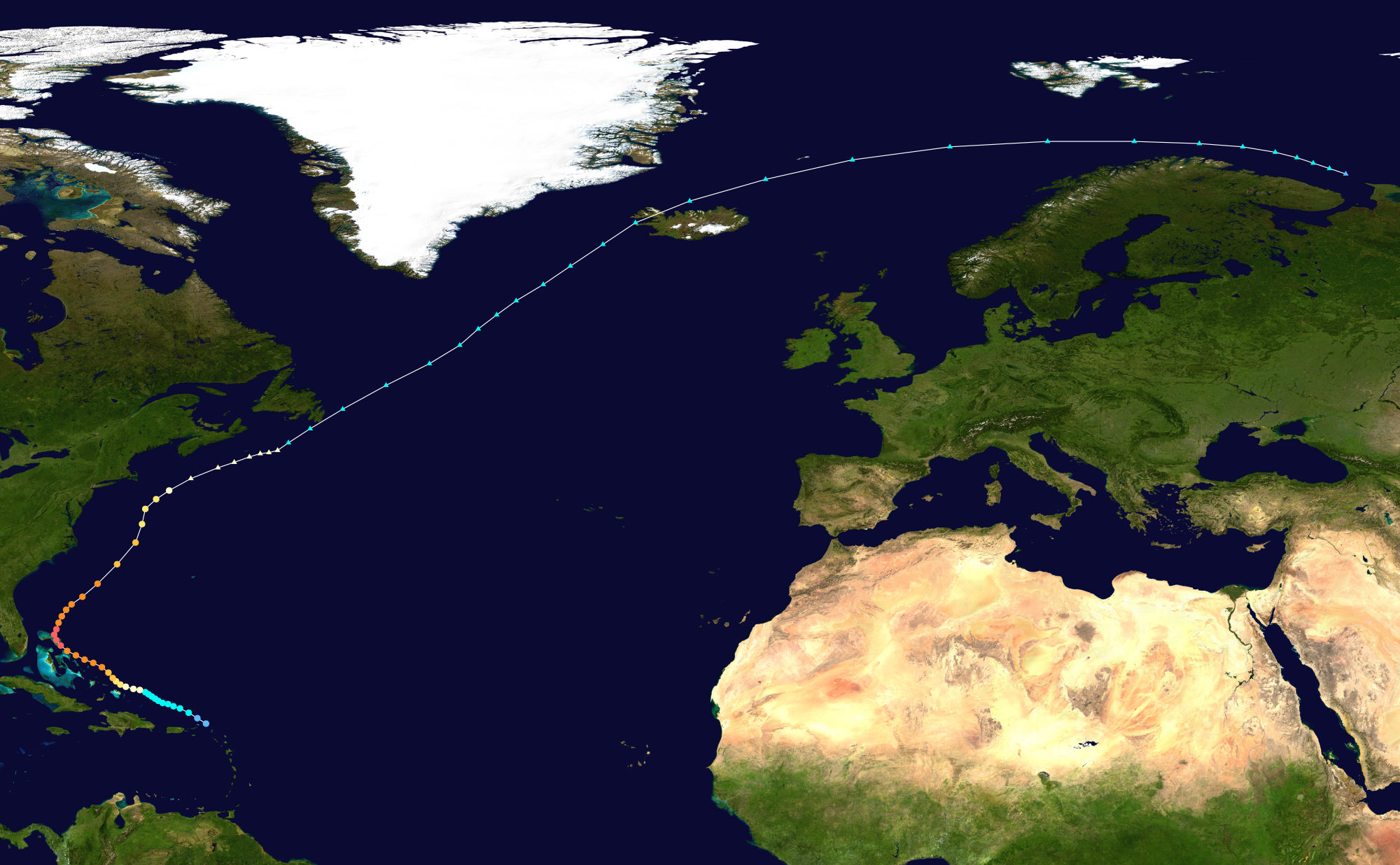
A ciklon hosszú útja

## Áldozatok és károk
A nagy viharba 16 ember halt bele a Bahamákon, hatalmas károk keletkeztek, de nincsenek összegben meghatározva.

## Fordítás
Ez a szócikk részben vagy egészben  a(z)   1932 Bahamas hurricane című angol Wikipédia-szócikk fordításán alapul.  Az eredeti cikk szerkesztőit annak laptörténete sorolja fel. Ez a jelzés csupán a megfogalmazás eredetét és a szerzői jogokat jelzi, nem szolgál a cikkben szereplő információk forrásmegjelöléseként.